# Miasto gniewu
Miasto gniewu (ang. Crash) – film produkcji amerykańskiej z 2004 roku w reżyserii Paula Haggisa. Miał swoją premierę na Festiwalu Filmowym w Toronto we wrześniu 2004 roku. Jest komentarzem do napięć rasowych i społecznych w Los Angeles.

## Obsada
- Sandra Bullock – Jean
- Don Cheadle – Graham
- Matt Dillon – Oficer Ryan
- Jennifer Esposito – Ria
- William Fichtner – Flanagan
- Brendan Fraser – Rick
- Terrence Howard – Cameron
- Ludacris – Anthony
- Thandie Newton – Christine
- Ryan Phillippe – Oficer Hanson
- Larenz Tate – Peter
- Tony Danza – Fred
- Keith David – Porucznik Dixon
- Shaun Toub – Farhad
- Loretta Devine – Shaniqua

i inni

## Nagrody i nominacje
Oscary za rok 2005
- Najlepszy film – Paul Haggis, Cathy Schulman
- Najlepszy scenariusz oryginalny – Paul Haggis, Robert Moresco
- Najlepszy montaż – Hughes Winborne
- Najlepsza reżyseria – Paul Haggis (nominacja)
- Najlepsza piosenka – In the Deep – muz. Kathleen York, Michael Becker; sł. Kathleen York (nominacja)
- Najlepszy aktor drugoplanowy – Matt Dillon (nominacja)

Złote Globy 2005
- Najlepszy aktor drugoplanowy – Matt Dillon (nominacja)
- Najlepszy scenariusz – Paul Haggis, Robert Moresco (nominacja)

Nagrody BAFTA 2005
- Najlepszy scenariusz oryginalny – Paul Haggis, Robert Moresco
- Najlepsza aktorka drugoplanowa – Thandie Newton
- Najlepszy film – Cathy Schulman, Don Cheadle, Bob Yari (nominacja)
- Nagroda im. Davida Leana za najlepszą reżyserię – Paul Haggis (nominacja)
- Najlepsze zdjęcia – J. Michael Muro (nominacja)
- Najlepszy dźwięk – Richard Van Dyke, Sandy Gendler, Adam Jenkins, Marc Fishman (nominacja)
- Najlepszy montaż – Hughes Winborne (nominacja)
- Najlepszy aktor drugoplanowy – Don Cheadle (nominacja)
- Najlepszy aktor drugoplanowy – Matt Dillon (nominacja)

Nagroda Satelita 2005
- Najlepsza obsada
- Najlepszy scenariusz oryginalny – Paul Haggis, Robert Moresco (nominacja)
- Najlepsza piosenka – In The Deep – Bird York (nominacja)
- Najlepsze dodatki w wydaniu DVD (nominacja)